# Love (album)
Love is het soundtrackalbum van The Beatles voor de Cirque du Soleil-show Love. Op het album staan speciaal voor de Cirque du Soleil-show gemixte nummers van The Beatles. De nummers zijn gemixt door Beatles-producer George Martin en zijn zoon Giles Martin. Hiervoor is toestemming gegeven door Beatles Paul McCartney en Ringo Starr en de nabestaanden van John Lennon en George Harrison.

## Tracks
Er zijn twee versies van Love, namelijk een cd-versie en een dvd-versie. De cd-versie is in stereo. De dvd-versie in 5.1 surround sound, met 3 extra minuten aan muziek.
1. Because
2. Get Back
3. Glass Onion
4. Eleanor Rigby / Julia (transitie)
5. I Am the Walrus
6. I Want to Hold Your Hand
7. Drive My Car / The Word / What You're Doing
8. Gnik Nus
9. Something / Blue Jay Way (transitie)
10. Being for the Benefit of Mr. Kite! / I Want You (She's So Heavy) / Helter Skelter
11. Help!
12. Blackbird / Yesterday
13. Strawberry Fields Forever
14. Within You Without You / Tomorrow Never Knows
15. Lucy in the Sky with Diamonds
16. Octopus's Garden
17. Lady Madonna
18. Here Comes the Sun / The Inner Light (transitie)
19. Come Together / Dear Prudence / Cry Baby Cry (transitie)
20. Revolution
21. Back in the U.S.S.R.
22. While My Guitar Gently Weeps
23. A Day in the Life
24. Hey Jude
25. Sgt. Pepper's Lonely Hearts Club Band (Reprise)
26. All You Need Is Love

## Hitnoteringen

### NederlandseAlbum Top 100
| Hitnotering: 25-11-2006 t/m 24-03-2007 | Hitnotering: 25-11-2006 t/m 24-03-2007 | Hitnotering: 25-11-2006 t/m 24-03-2007 | Hitnotering: 25-11-2006 t/m 24-03-2007 | Hitnotering: 25-11-2006 t/m 24-03-2007 | Hitnotering: 25-11-2006 t/m 24-03-2007 | Hitnotering: 25-11-2006 t/m 24-03-2007 | Hitnotering: 25-11-2006 t/m 24-03-2007 | Hitnotering: 25-11-2006 t/m 24-03-2007 | Hitnotering: 25-11-2006 t/m 24-03-2007 | Hitnotering: 25-11-2006 t/m 24-03-2007 | Hitnotering: 25-11-2006 t/m 24-03-2007 | Hitnotering: 25-11-2006 t/m 24-03-2007 | Hitnotering: 25-11-2006 t/m 24-03-2007 | Hitnotering: 25-11-2006 t/m 24-03-2007 | Hitnotering: 25-11-2006 t/m 24-03-2007 | Hitnotering: 25-11-2006 t/m 24-03-2007 | Hitnotering: 25-11-2006 t/m 24-03-2007 | Hitnotering: 25-11-2006 t/m 24-03-2007 | Hitnotering: 25-11-2006 t/m 24-03-2007 |
| Week:                                  | 1                                      | 2                                      | 3                                      | 4                                      | 5                                      | 6                                      | 7                                      | 8                                      | 9                                      | 10                                     | 11                                     | 12                                     | 13                                     | 14                                     | 15                                     | 16                                     | 17                                     | 18                                     |                                        |
| -------------------------------------- | -------------------------------------- | -------------------------------------- | -------------------------------------- | -------------------------------------- | -------------------------------------- | -------------------------------------- | -------------------------------------- | -------------------------------------- | -------------------------------------- | -------------------------------------- | -------------------------------------- | -------------------------------------- | -------------------------------------- | -------------------------------------- | -------------------------------------- | -------------------------------------- | -------------------------------------- | -------------------------------------- | -------------------------------------- |
| Positie:                               | 4                                      | 4                                      | 5                                      | 7                                      | 8                                      | 8                                      | 7                                      | 8                                      | 11                                     | 13                                     | 20                                     | 23                                     | 28                                     | 33                                     | 45                                     | 61                                     | 86                                     | 72                                     | uit                                    |

In 2011 verscheen er een "iTunes deluxe version" van het album wat ook in de Nederlandse Album Top 100 terechtkwam.
| Hitnotering: 12-02-2011 t/m 26-02-2011 | Hitnotering: 12-02-2011 t/m 26-02-2011 | Hitnotering: 12-02-2011 t/m 26-02-2011 | Hitnotering: 12-02-2011 t/m 26-02-2011 | Hitnotering: 12-02-2011 t/m 26-02-2011 |
| Week:                                  | 1                                      | 2                                      | 3                                      |                                        |
| -------------------------------------- | -------------------------------------- | -------------------------------------- | -------------------------------------- | -------------------------------------- |
| Positie:                               | 38                                     | 37                                     | 59                                     | uit                                    |

### VlaamseUltratop 100Albums
| Hitnotering: (Week 1 t/m 15) 25-11-2006 t/m 03-03-2007 Hitnotering: (Week 16) 19-02-2011 | Hitnotering: (Week 1 t/m 15) 25-11-2006 t/m 03-03-2007 Hitnotering: (Week 16) 19-02-2011 | Hitnotering: (Week 1 t/m 15) 25-11-2006 t/m 03-03-2007 Hitnotering: (Week 16) 19-02-2011 | Hitnotering: (Week 1 t/m 15) 25-11-2006 t/m 03-03-2007 Hitnotering: (Week 16) 19-02-2011 | Hitnotering: (Week 1 t/m 15) 25-11-2006 t/m 03-03-2007 Hitnotering: (Week 16) 19-02-2011 | Hitnotering: (Week 1 t/m 15) 25-11-2006 t/m 03-03-2007 Hitnotering: (Week 16) 19-02-2011 | Hitnotering: (Week 1 t/m 15) 25-11-2006 t/m 03-03-2007 Hitnotering: (Week 16) 19-02-2011 | Hitnotering: (Week 1 t/m 15) 25-11-2006 t/m 03-03-2007 Hitnotering: (Week 16) 19-02-2011 | Hitnotering: (Week 1 t/m 15) 25-11-2006 t/m 03-03-2007 Hitnotering: (Week 16) 19-02-2011 | Hitnotering: (Week 1 t/m 15) 25-11-2006 t/m 03-03-2007 Hitnotering: (Week 16) 19-02-2011 | Hitnotering: (Week 1 t/m 15) 25-11-2006 t/m 03-03-2007 Hitnotering: (Week 16) 19-02-2011 | Hitnotering: (Week 1 t/m 15) 25-11-2006 t/m 03-03-2007 Hitnotering: (Week 16) 19-02-2011 | Hitnotering: (Week 1 t/m 15) 25-11-2006 t/m 03-03-2007 Hitnotering: (Week 16) 19-02-2011 | Hitnotering: (Week 1 t/m 15) 25-11-2006 t/m 03-03-2007 Hitnotering: (Week 16) 19-02-2011 | Hitnotering: (Week 1 t/m 15) 25-11-2006 t/m 03-03-2007 Hitnotering: (Week 16) 19-02-2011 | Hitnotering: (Week 1 t/m 15) 25-11-2006 t/m 03-03-2007 Hitnotering: (Week 16) 19-02-2011 | Hitnotering: (Week 1 t/m 15) 25-11-2006 t/m 03-03-2007 Hitnotering: (Week 16) 19-02-2011 | Hitnotering: (Week 1 t/m 15) 25-11-2006 t/m 03-03-2007 Hitnotering: (Week 16) 19-02-2011 | Hitnotering: (Week 1 t/m 15) 25-11-2006 t/m 03-03-2007 Hitnotering: (Week 16) 19-02-2011 |
| Week:                                                                                    | 1                                                                                        | 2                                                                                        | 3                                                                                        | 4                                                                                        | 5                                                                                        | 6                                                                                        | 7                                                                                        | 8                                                                                        | 9                                                                                        | 10                                                                                       | 11                                                                                       | 12                                                                                       | 13                                                                                       | 14                                                                                       | 15                                                                                       |                                                                                          | 16                                                                                       |                                                                                          |
| ---------------------------------------------------------------------------------------- | ---------------------------------------------------------------------------------------- | ---------------------------------------------------------------------------------------- | ---------------------------------------------------------------------------------------- | ---------------------------------------------------------------------------------------- | ---------------------------------------------------------------------------------------- | ---------------------------------------------------------------------------------------- | ---------------------------------------------------------------------------------------- | ---------------------------------------------------------------------------------------- | ---------------------------------------------------------------------------------------- | ---------------------------------------------------------------------------------------- | ---------------------------------------------------------------------------------------- | ---------------------------------------------------------------------------------------- | ---------------------------------------------------------------------------------------- | ---------------------------------------------------------------------------------------- | ---------------------------------------------------------------------------------------- | ---------------------------------------------------------------------------------------- | ---------------------------------------------------------------------------------------- | ---------------------------------------------------------------------------------------- |
| Positie:                                                                                 | 94                                                                                       | 9                                                                                        | 3                                                                                        | 8                                                                                        | 11                                                                                       | 12                                                                                       | 16                                                                                       | 21                                                                                       | 36                                                                                       | 39                                                                                       | 45                                                                                       | 62                                                                                       | 66                                                                                       | 70                                                                                       | 94                                                                                       | uit                                                                                      | 84                                                                                       | uit                                                                                      |